# Тераї Бремон
Тераї Бремон (фр. Terai Bremond, нар. 16 травня 2001) — таїтянський футболіст, півзахисник клубу «Веню» та національної збірної Таїті.

## Футбольна кар'єра
Тераї Бремон розпочав виступи на футбольних полях у 2018 році у складі другої команди французького клубу Тулуза. У 2021 році футболіст повернувся на батьівщину, де став гравцем клубу «Веню».
У 2019 році Тераї Бремон у складі молодіжної збірної Таїті брав участь у тогорічному молодіжному чемпіонаті світу, на якому таїтянська молодіжка не подолала груповий бар'єр. З 2022 року Бремон грає у складі національної збірної Таїті. У складі збірної футболіст брав участь у розіграші кубка націй ОФК 2024 року, на якому збірна Таїті посіла третє місце.